# Drongo de Grande Comore
El drongo de Grande Comore (Dicrurus fuscipennis) és un ocell de la família dels dicrúrids (Dicruridae).

## Hàbitat i distribució
Habita boscos i vegetació secundària de l'illa de Grande Comore, a les Comores.